# 栗头山鹧鸪
栗头山鹧鸪（学名：Arborophila cambodiana），是鸡形目雉科的一种鸟类。

## 特征
栗头山鹧鸪体重约285.87克，翼长约142.3毫米，嘴峰长约23毫米，喙宽度约5.8毫米，喙厚度约7.7毫米，跗蹠长约38.8毫米，尾长约52毫米。栗头山鹧鸪在其分布区内为留鸟，其栖息在密集的高大树木组成的森林中，食性为草食性。

## 亚种
- ：分布于泰国东南部的热带森林。
- ：分布于柬埔寨西南部的热带森林。
- ：分布于柬埔寨西南部。[4]